# Шарипов, Фатых Зарипович
Фатых Зарипович Шарипов (20 января 1921 — 29 июня 1995) — участник Великой Отечественной войны, старший лейтенант, Герой Советского Союза.

## Биография
Родился в крестьянской семье. По национальности татарин. Окончив Бугульминское педагогическое училище, несколько лет работал учителем математики в сельской школе, однако в 1940 году поступил в Казанское танковое училище, которое успешно окончил в мае 1942 года. В том же году вступил в КПСС.
В мае 1942 года офицером попал на фронт. Прошёл боевое крещение 25 июля 1942 года в качестве командира танковой роты 183-й танковой бригады 10-го танкового корпуса 40-й армии Воронежского фронта. Участвовал в Курской битве.
В ночь на 23 сентября 1943 года вместе с вверенной ему моторизированной ротой переправился через Днепр в районе села Балык Кагарлыкского района Киевской области и с боем заняли плацдарм. Ожидая подхода основных сил, в течение трех суток рота под командованием Фатыха Шарипова мужественно отражала контратаки немецких войск, неся значительные потери в технике и личном составе. В ходе боя рота овладела важной высотой и удержала её до прихода основных сил.
Представлен к награждению званием Героя Советского Союза за умелые действия при переправе через Днепр, захват плацдарма, за мужество, смелость и героизм.

Указом Президиума Верховного Совета СССР «О присвоении звания Героя Советского Союза генералам, офицерскому, сержантскому и рядовому составу Красной Армии» от 10 января 1944 года за «образцовое выполнение боевых заданий командования на фронте борьбы с немецко-фашистскими захватчиками и проявленные при этом отвагу и геройство» удостоен звания Героя Советского Союза с вручением ордена Ленина и медали «Золотая Звезда» (№ 2360)

По окончании войны, в 1946 году окончил Ленинградскую высшую школу бронетанковых и механизированных войск, после чего вернулся к преподавательской деятельности и стал преподавать военное дело в высших военных учебных заведениях. В 1951 году вышел в отставку в звании подполковник.
В дальнейшем жил в городе Ленинграде, где долгое время работал в Ленинградском мореходном училище (ЛМУ ММФ) на различных должностях. Умер в июне 1995 года в Санкт-Петербурге, похоронен на Южном кладбище.

## Награды
Награждён орденами Ленина (10 января 1944), Отечественной войны I степени (11 марта 1985), двумя орденами Красной Звезды (16 июля 1943, 30 августа 1943), медалями.

## Память
- В посёлке Бавлы Республики Татарстан на площади Победы в 1985 году возведён мемориальный комплекс в честь павших солдат с вечным огнём и бюстами Героев Советского Союза — уроженцев Бавлинского и Ютазинского районов — Г. П. Евсеева, И. Д. Зиновьева, М. П. Панарина, Ф. З. Шарипова[4].
- В мемориальном комплексе, расположенном в Парке Победы города Казани, установлены мраморные таблички с фамилиями, именами и отчествами Героев Советского Союза — уроженцев ТАССР, получивших данную награду за доблесть и мужество во время Великой Отечественной войны. Среди них, возле Вечного огня установлена мраморная табличка с именем Шарипова Фатыха Зариповича.
- Мемориальная доска в память о Шарипове установлена Российским военно-историческим обществом на здании Байряка-Тамакской начальной школы Ютазинского района, где он учился.
- Именем Шарипова Ф. З. были названы пионерские дружины в городах Альметьевске и Старобельске (Украина)[5].

- Мемориальный комплекс в Парке Победы города Казани
- Мраморная табличка, посвящённая Шарипову Ф. З.
- Вечный огонь в мемориальном комплексе Парка Победы г. Казани и Вахта Памяти